# Vladímir Shújov

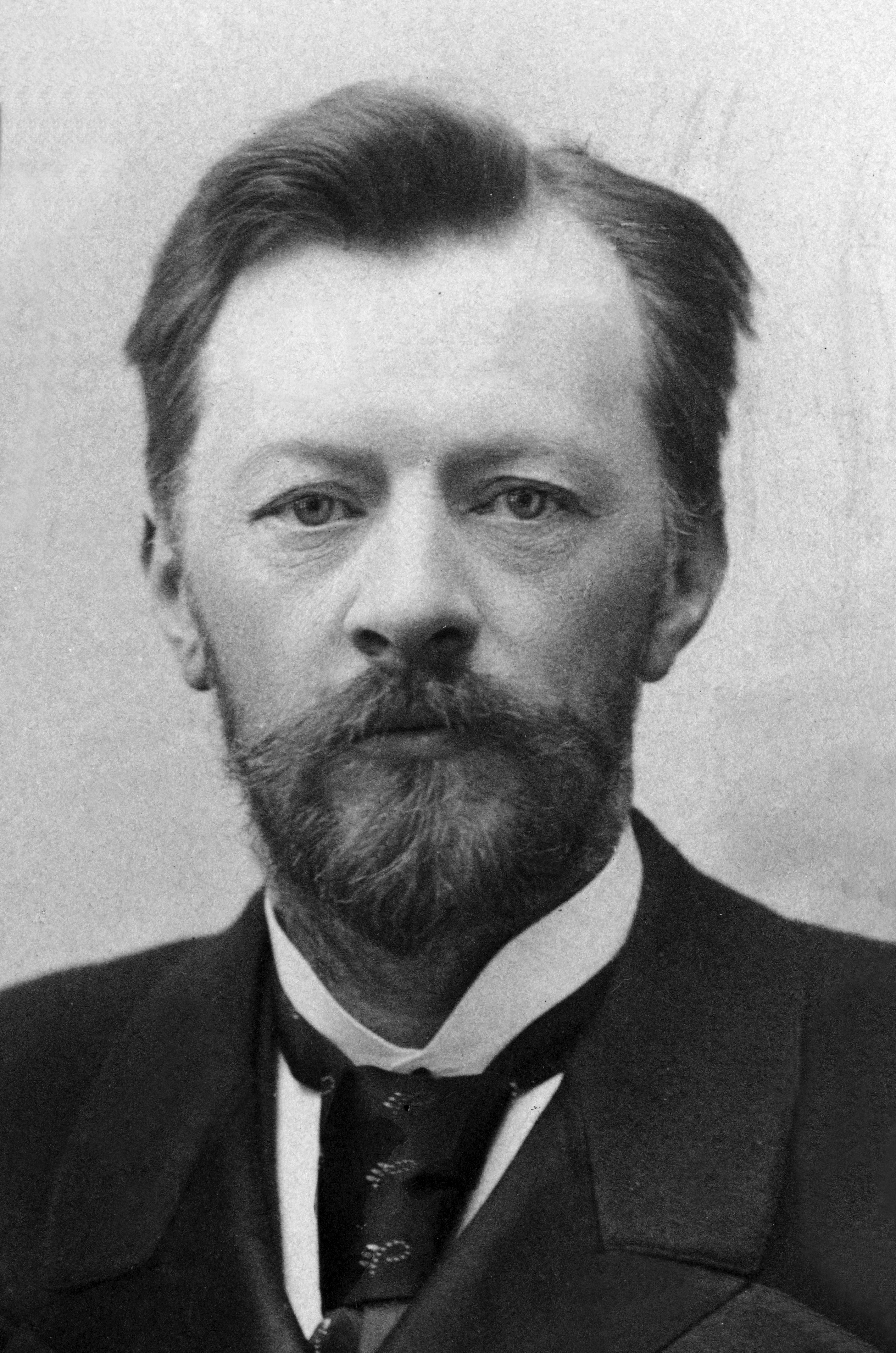
Vladímir Shújov, 1891.

Vladímir Grigórievich Shújov (en ruso: Влади́мир Григо́рьевич Шу́хов) (1853-1939) fue un ingeniero soviético y ruso. Está considerado entre los más importantes ingenieros europeos. Lidera junto con Buckminster Fuller, Frei Otto y Frank Gehry la vanguardia en arquitectura de formas orgánicas.
Reconocido por sus trabajos pioneros en nuevos métodos de análisis de ingeniería estructural que llevaron a avances en diseño industrial de las primeras estructuras hiperboloides del mundo, estructuras de tracción, estructuras de concha, depósitos de petróleo, tuberías, calderas, barcos y barcazas. También es el inventor del primer método de craqueo.
Entre sus proyectos se pueden citar la Torre de Shújov para difusión de radio y televisión en la calle Shábolovka en Moscú, puentes, estaciones, torres hiperbólicas y pabellones para exposiciones, entre otros.

## Enlaces externos

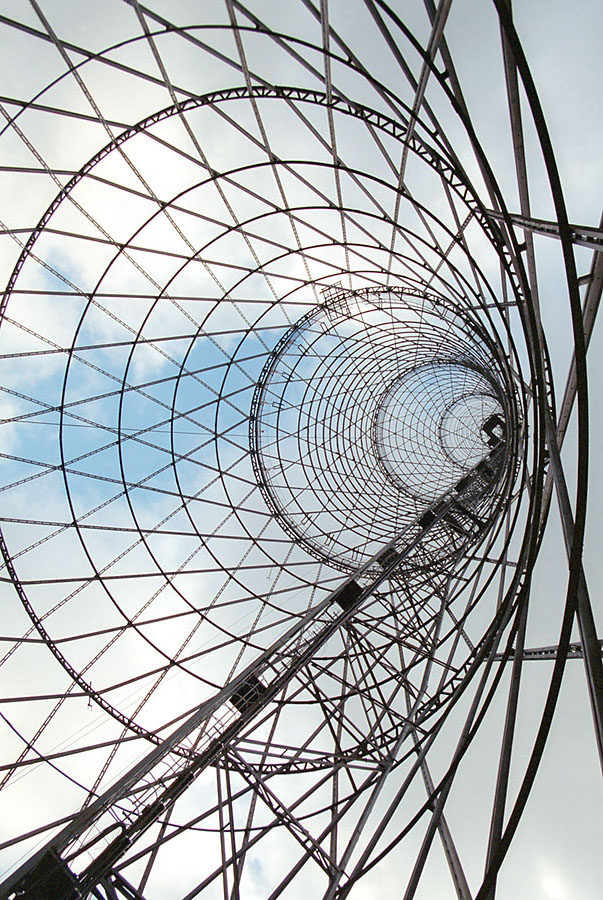
Torre de Shújov, Moscú.